# Хорхе Депасјер
Хорхе Депасјер (шп. Jorge Depassier; Сантијаго де Чиле, 6. јануар 2000) чилеански је пливач чија ужа специјалност су трке слободним стилом. 

## Спортска каријера
Рођен у главном граду Чилеа Сантијагу, Депасијер се још као дечак са родитељима преселио на Флориду где је почео да се бави пливањем. Током школовања се такмичио на бројним школским државним првенствиам Флориде, а деби на међународној пливачкој сцени под заставом Чилеа је имао на Светском јунироском првенству 2017. у Индијанаполису. 
Две године касније дебитовао је и на светском сениорском првенству у великим базенима у корејском Квангџуу 2019, где је наступио у квалификационим тркама на 50 слободно (82. место) и 200 слободно (53. место).